# Neuharlingersiel

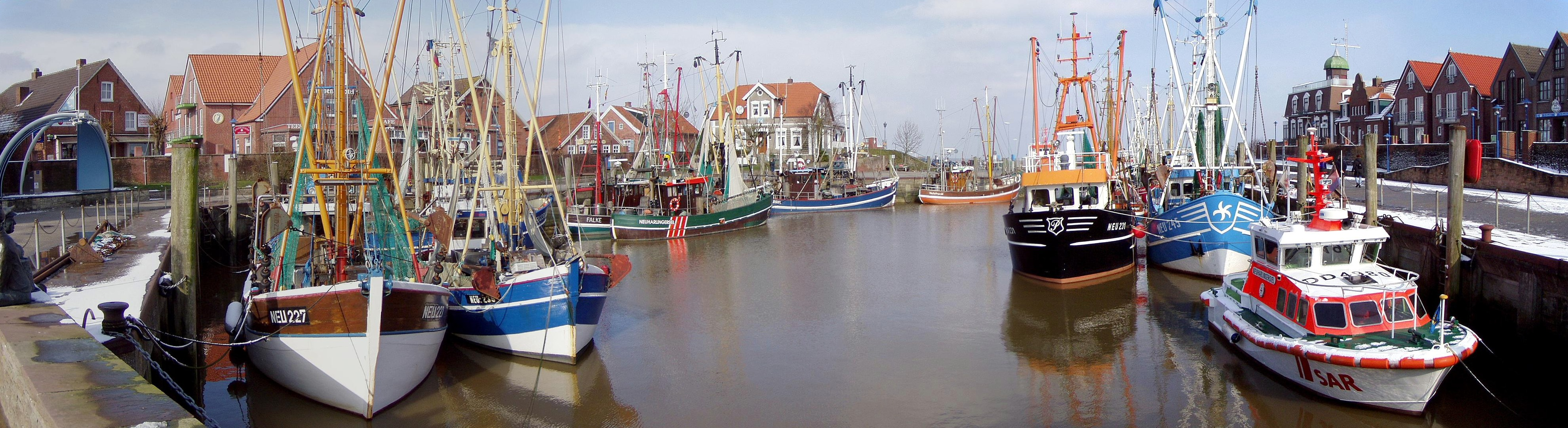
Fischereihafen von Neuharlingersiel

Neuharlingersiel (plattdeutsch Neeharlingersiel) ist eine Gemeinde in der Samtgemeinde Esens im Landkreis Wittmund im Nordwesten Niedersachsens. Der Ortsteil Neuharlingersiel ist seit 1979 ein Nordseebad und seit 1996 ein staatlich anerkanntes Nordseeheilbad. Die Ortsteile Altharlingersiel und Ostbense sind seit 1985 als Küstenbadeorte klassifiziert. Der Hafen Neuharlingersiel ist der Fährhafen zur ostfriesischen Insel Spiekeroog.

## Geographie

### Geographische Lage
Die Gemeinde liegt im Harlingerland in Ostfriesland an der Nordseeküste. An der Küstenlinie entlang erstreckt sich der Nationalpark Niedersächsisches Wattenmeer, der seit 2009 zum UNESCO-Weltnaturerbe gehört.

### Nachbargemeinden
Die Gemeinde Neuharlingersiel grenzt im Osten an das Nordseebad Carolinensiel, einen Stadtteil der Stadt Wittmund, im Südosten an die Gemeinde Werdum, im Süden an die Gemeinde Stedesdorf und im Südwesten an die Stadt Esens. Im Norden befinden sich die beiden vorgelagerten ostfriesischen Inseln Langeoog und Spiekeroog.

### Gemeindegliederung
Die Gemeinde Neuharlingersiel besteht aus den Ortsteilen:
- Altharlingersiel
- Neuharlingersiel
- Ostbense und
- Seriem

## Geschichte

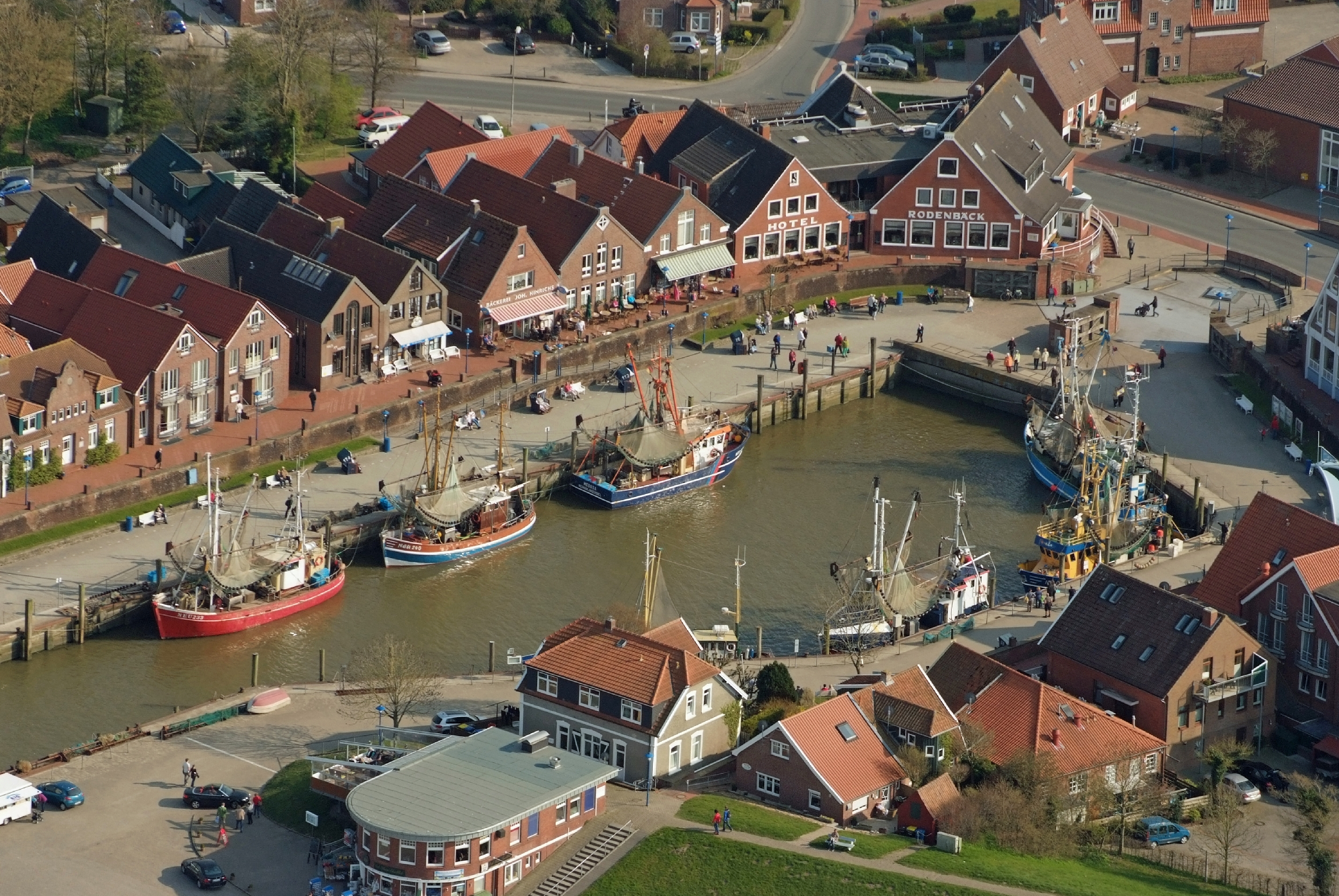
Luftbild des historischen Kutterhafens

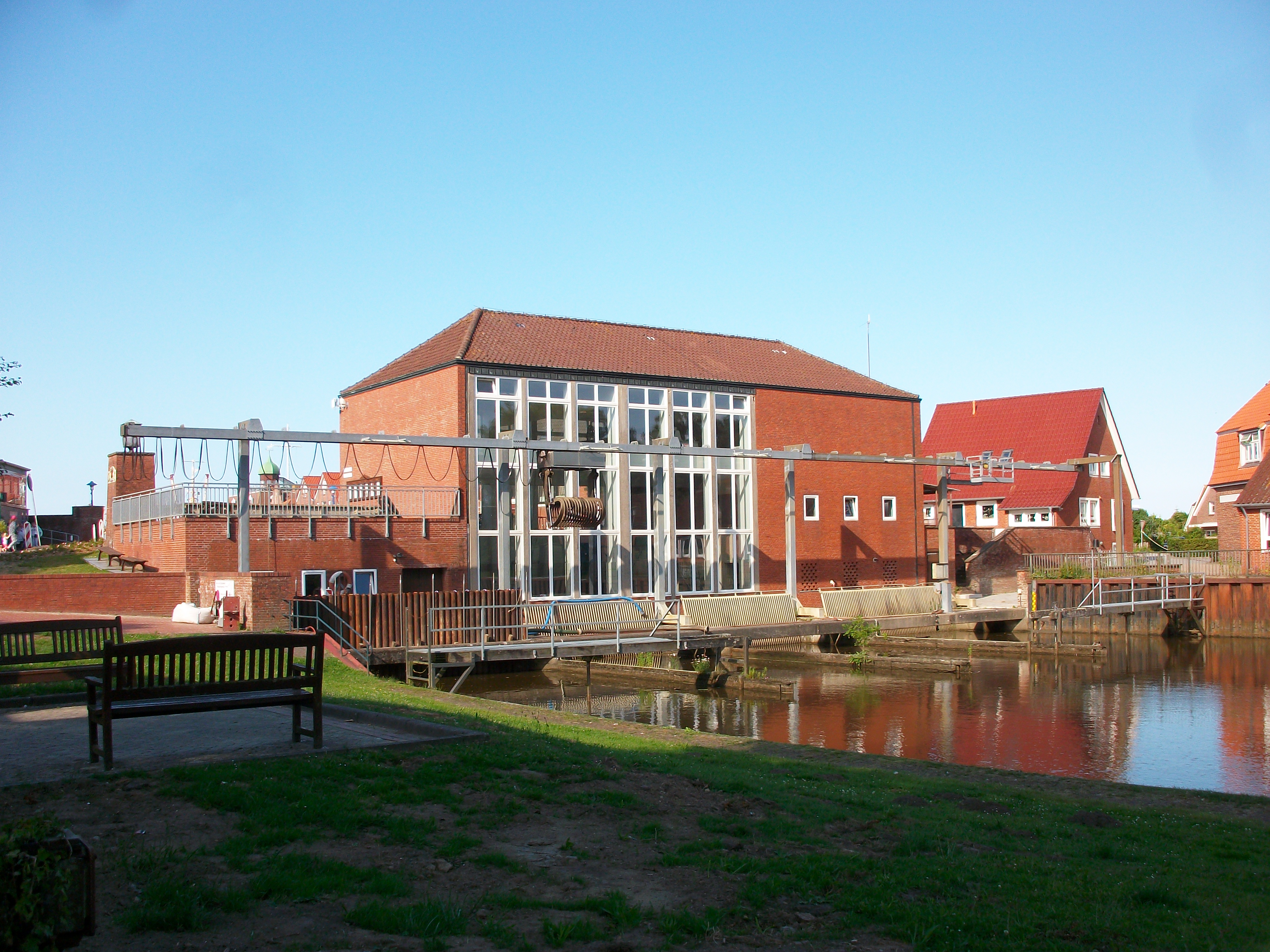
Schöpfwerk Neuharlingersiel

Neuharlingersiel wird erstmals 1693 in Urkunden erwähnt. Das Land wurde durch einen Deichbau in der Harlebucht gewonnen. Neuharlingersiel löste Altharlingersiel als Sielort ab. Seit dieser Zeit ist Neuharlingersiel auch Hafen für Hochseefischerei.
In den ersten Jahrzehnten des 18. Jahrhunderts entwickelte sich aus einer Anlegestelle ein Schutz- und Umschlaghafen. Es waren auswärtige Frachtschiffer, die die vorteilhafte Lage des neuen Hafens erkannten und von dort die verschiedenen Handelshäfen der Nord- und Ostseeküste anliefen. Um den Abbruch des Hafenufers zu verhindern, wurden rings um das Hafenbecken Holzbohlen eingerammt. Dabei entstanden in dem genannten Zeitraum acht Liegeplätze für Seeschiffe, die zu jener Zeit meist dem Segelschifftyp der Kuffen angehörten. Nachdem 1744 der letzte männliche Nachkomme aus dem ostfriesischen Adelsgeschlecht der Cirksena verstorben war, übernahm das Königreich Preußen die Herrschaft über Ostfriesland und verschaffte den Hafenorten einen besseren Zugang zum internationalen Handel. Neuharlingersiel wurde Ex- und Importhafen. Ostfriesisches Getreide wurde vor allem in die skandinavischen Länder ausgeführt. Auf der Rückfahrt transportierten die Neuharlingersieler Frachtschiffe Holz aus Finnland und Schweden in ihre Heimat. Im Sielort entstanden Lager- und Handelshäuser sowie verarbeitende Betriebe wie zum Beispiel Sägewerke. Die wirtschaftliche Blütezeit währte bis in die letzten Jahre des 18. Jahrhunderts.
1795 blockierte England infolge seiner Auseinandersetzungen mit Napoleon die niederländischen Häfen, was sich auch in Neuharlingersiel negativ bemerkbar machte. Nach der verlorenen Schlacht von Jena und Auerstedt trat Preußen Ende 1806 Ostfriesland an das von Napoleon neugegründete Königreich Holland ab. Dadurch wurde Neuharlingersiel für einige Jahre zur holländischen Garnisonsstadt. Ein Leutnant, ein Tambour sowie 18 Soldaten nahmen bis 1810 in dem Hafenort Quartier. Danach – Ostfriesland war unter die unmittelbare Herrschaft des französischen Kaiserreiches gekommen – wurden die Soldaten durch Zollbeamte ersetzt. Sie hatten vor allem die Aufgabe, die von Napoleon verfügten Handelseinschränkungen der sogenannten Kontinentalsperre zu überwachen. In Neuharlingersiel versuchte man die ausbleibenden Einnahmen aus Frachtverkehr und Handel durch Warenschmuggel zu ersetzen. In diesem Zusammenhang wurde das Hafengelände durch einen unterirdischen Gang mit einer Gaststätte verbunden, deren Kellerräume man als Lager für die geschmuggelte Ware nutzte. Überreste dieses Tunnels kamen 1959 bei Ausbauarbeiten für das neue Schöpfwerk ans Tageslicht.
1813 musste sich die französische Besatzungsmacht zurückziehen. Ostfriesland stand für kurze Zeit wieder unter preußischer Herrschaft, konnte aber zunächst nicht, was Handel und Verkehr anging, an die vornapoleonische Blütezeit anknüpfen. Auch nach der 1814/15 erfolgten Eingliederung Ostfrieslands in das Königreich Hannover blieb zunächst der wirtschaftliche Aufschwung aus. Erst um 1830 kam es zu einer neuen Blütezeit, die bis zum Ende des 19. Jahrhunderts anhielt.
Während des Nationalsozialismus residierte Georg von Eucken-Addenhausen als Präsident der Ostfriesischen Landschaft auf dem Sielhof bei Neuharlingersiel. Nach neuesten Forschungen gilt er als "Wegbereiter des Nationalsozialismus" in Neuharlingersiel.
Bis 1963 gehörte der Küstenort zu den kleinsten Gemeinden in Deutschland. Seine Grundfläche betrug lediglich vier Hektar. Nur die Häuser, deren Grundstücke unmittelbar an das Neuharlingersieler Hafenbecken stießen, gehörten zu dem kleinen Sielort, der von der Nachbargemeinde Seriem völlig umschlossen wurde. 1962 vereinbarten die beiden Gemeinden eine neue Grenzziehung, die 1963 vollzogen wurde. Dabei erhielt Neuharlingersiel von Seriem rund 36 Hektar Siedlungsland.
1966 begann die Aufspülung des Sandstrandes, die 1967 abgeschlossen wurde.
1968 schlossen sich die Gemeinden Neuharlingersiel und Seriem zusammen. Vier Jahre später wurden die Gemeinden Neuharlingersiel, Altharlingersiel und Ostbense im Zuge der Gebietsreform vom 1. Juli 1972 zur heutigen Gemeinde Neuharlingersiel zusammengefasst. Neuharlingersiel bildet seitdem mit den Gemeinden Dunum, Holtgast, Moorweg, Stedesdorf, Werdum und der Stadt Esens die Samtgemeinde Esens. Die Verwaltung der Samtgemeinde hat ihren Sitz in Esens.

## Politik

### Gemeinderat
Der Rat der Gemeinde Neuharlingersiel besteht aus elf Ratsmitgliedern. Dies ist die festgelegte Anzahl für die Mitgliedsgemeinde einer Samtgemeinde mit einer Einwohnerzahl zwischen 1001 und 2000 Einwohnern. Die elf Ratsmitglieder werden durch eine Kommunalwahl für jeweils fünf Jahre gewählt. Die aktuelle Amtszeit begann am 1. November 2021 und endet am 31. Oktober 2026.
Die Kommunalwahl vom 12. September 2021 ergab das folgende Ergebnis:
| Neue Liste Unabhängige Wählergruppe Neuharlingersiel | 100 % | 11 |

Die Wahlbeteiligung bei der Kommunalwahl 2021 lag mit 69,47 % über dem niedersächsischen Durchschnitt von 57,1 %. Zum Vergleich – die Wahlbeteiligung bei der Kommunalwahl 2016 lag mit 66,7 % deutlich über dem niedersächsischen Durchschnitt von 55,5 %. Bei der vorherigen Kommunalwahl vom 11. September 2011 lag die Wahlbeteiligung bei 60,02 %.

### Bürgermeister
- August Dirksen (1929–1946)
- Wilhelm Meinerts (1946–1948)
- August Dirksen (1948–1961)
- Johannes Eden (1961–1993)
- Peter Henning (1994–1996)
- Heiner E. Groenhagen (1996–2001)[14]

Ehrenamtlicher Bürgermeister seit 2001 ist Jürgen Peters.

### Wappen
Das Wappen der Gemeinde zeigt in Blau ein goldenes zweimastiges Segelschiff mit goldenen Segeln und Wimpeln. Die Darstellung der Schonerbrigg soll an die vielen einst in Neuharlingersiel beheimateten Großsegler erinnern und die Lage Neuharlingersiels an der Nordseeküste verdeutlichen. Durch die Farben Blau und Gold wird die Zugehörigkeit der Gemeinde zur Samtgemeinde Esens und dem Harlingerland unterstrichen.

## Religion

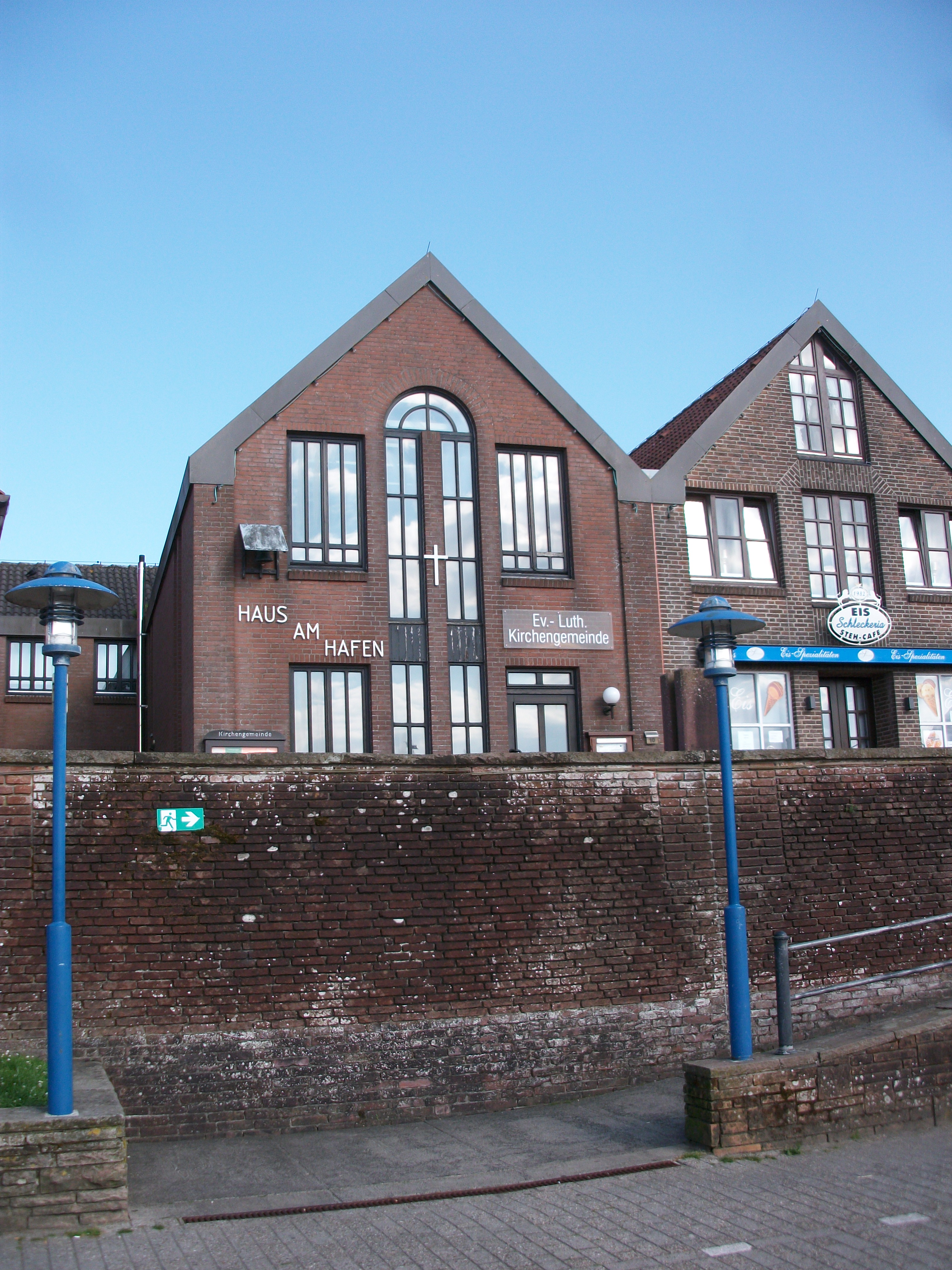
Haus am Hafen (Kirche von Neuharlingersiel)

Die Bevölkerung Neuharlingersiels gehört überwiegend der Evangelisch-lutherischen Landeskirche Hannovers an. Im Haus am Hafen, einer Filiale der Evangelisch-lutherischen Kirchengemeinde Werdum, finden zweimal im Monat Gottesdienste statt. Ein weiteres Gotteshaus, die sogenannte Sielhof-Kapelle, befindet sich im Ortskern und diente früher dem evangelischen Gottesdienst in Neuharlingersiel. Heute finden dort noch Trauungen, Taufen und während der Sommermonate hin und wieder Abendandachten statt.
Während des Sommers bietet der Bibellesebund auf dem Neuharlingersieler Campingplatz ebenfalls evangelische Gottesdienste und viele andere kirchliche Veranstaltungen an. Versammlungsort ist in dieser Zeit eine eigens dafür errichtete Zeltkirche.
Eine Gemeinde des Ostfriesischen Gemeinschaftsverbandes bietet zweimal im Monat Abendgottesdienste an. Treffpunkt ist ein ehemaliger Netzschuppen am Von-Eucken-Weg 1. Im Gebäude befindet sich auch ein örtlicher Stützpunkt der christlichen Suchtkrankenhilfe Blaues Kreuz.
Freikirchlich orientierte Christen finden ihr Gottesdienstangebot in der evangelisch-freikirchlichen Baptistenkirche in Esens sowie in der Methodistenkirche in Neuschoo.
Katholische Christen gehören zur Pfarreiengemeinschaft Küste und haben ihr nächstgelegenes Gotteshaus, die St. Willehad-Kirche, in Esens.
Die nächstgelegene neuapostolische Gemeinde befindet sich ebenfalls in Esens. Ihre Kirche steht an der Walpurgisstraße 3.

## Kultur und Sehenswürdigkeiten

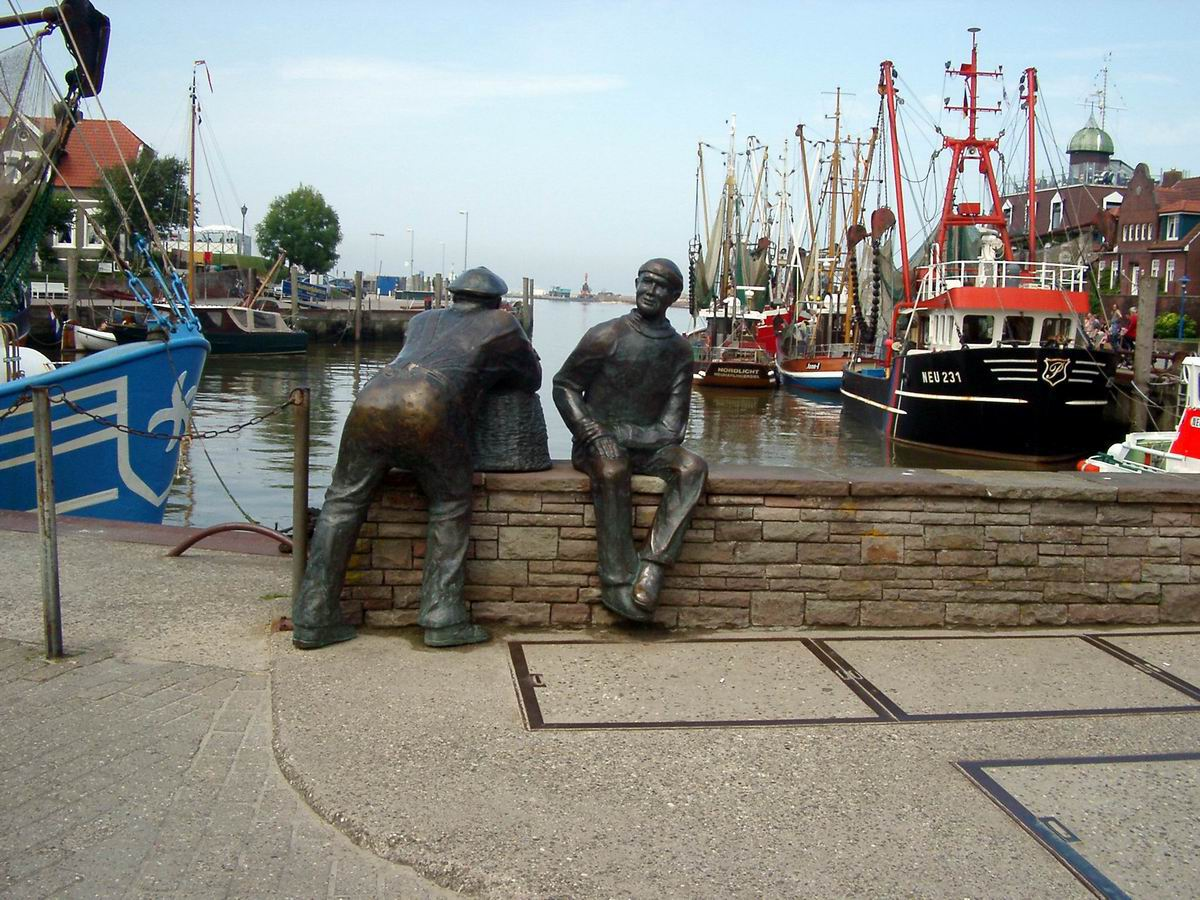
Skulptur Alt- und Jungfischer

In Neuharlingersiel ist eine Reihe von Baudenkmälern erhalten geblieben. Der Fischereihafen wurde vor etwa 300 Jahren das erste Mal urkundlich erwähnt.
Zu den weiteren Sehenswürdigkeiten gehören zwei Skulpturen Alt- und Jungfischer des Bildhauers Hans-Christian Petersen aus Esens, die im Jahr 2000 im Bereich des Hafens ihren Platz gefunden haben, und das Traditionsschiff Lulu Meinders, ein ehemaliger Fischkutter mit Baujahr 1963, das seit Mai 2010 seinen Liegeplatz in Neuharlingersiel hat.

### Museen

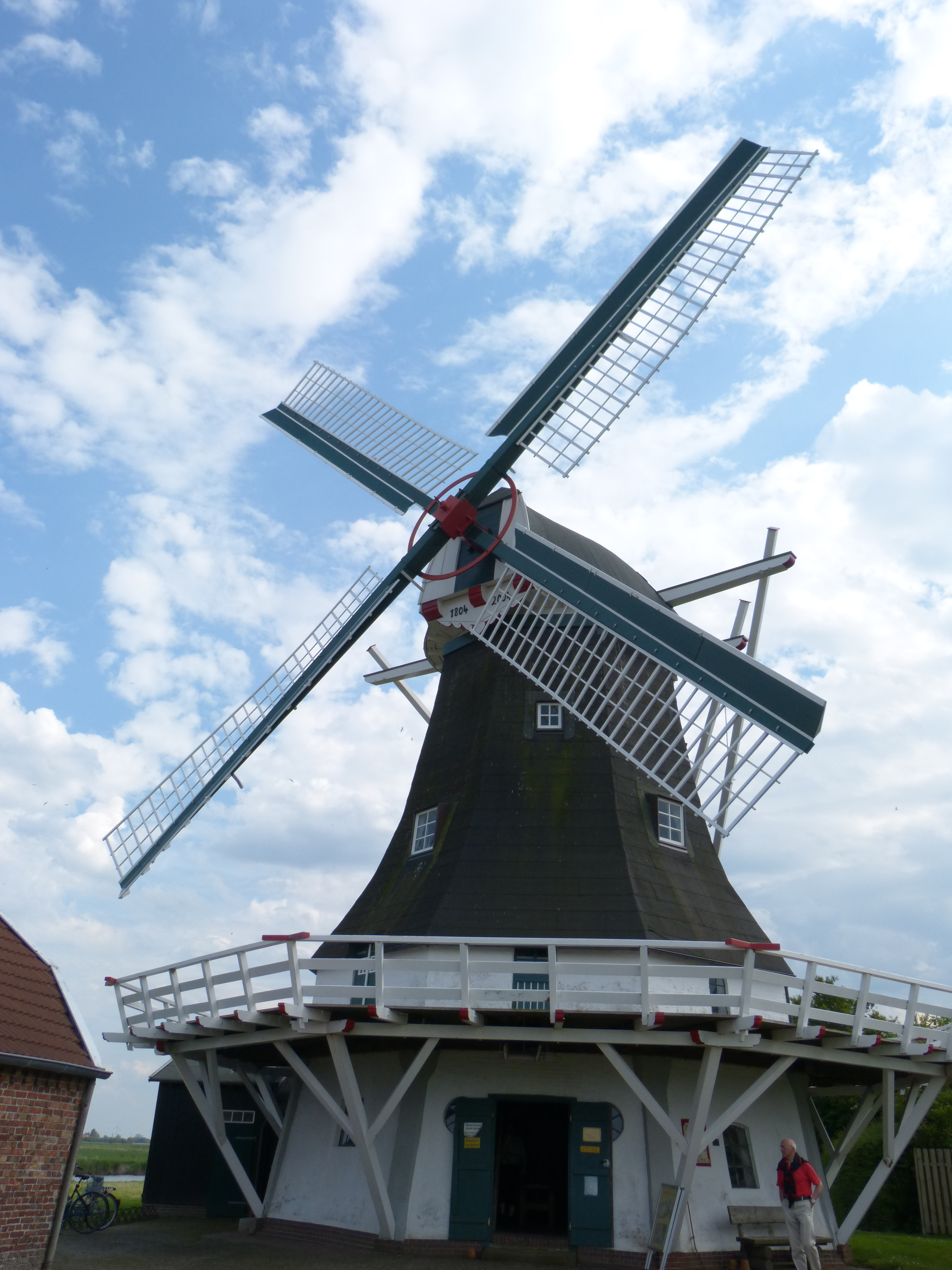
Die Seriemer Mühle

Das Buddelschiffmuseum stellt über 100 Buddelschiffe in 0,7- bis 60-Liter-Flaschen mit originalgetreuen Schiffsmodellen aus der Zeit von 200 v. Chr. bis zum modernen Atom-U-Boot aus. Zu sehen sind unter anderem das Flaggschiff von Admiral Nelson, die Victory, und der Untergang der Titanic (1912). Die Ausstellung wird um Bauzeichnungen, Fotos und Kapitänsbilder ergänzt. Außerdem gibt es jährlich wechselnde Sonderausstellungen zum Thema Fischerei und Hochseeschifffahrt.
Die Seriemer Mühle wurde 1804 von den Müllern C. S. Willems und V. Klasen erbaut. Die alte, denkmalgeschützte Windmühle ist auch heute noch funktionsfähig und täglich für Besichtigungen zugänglich.

### Bauwerke

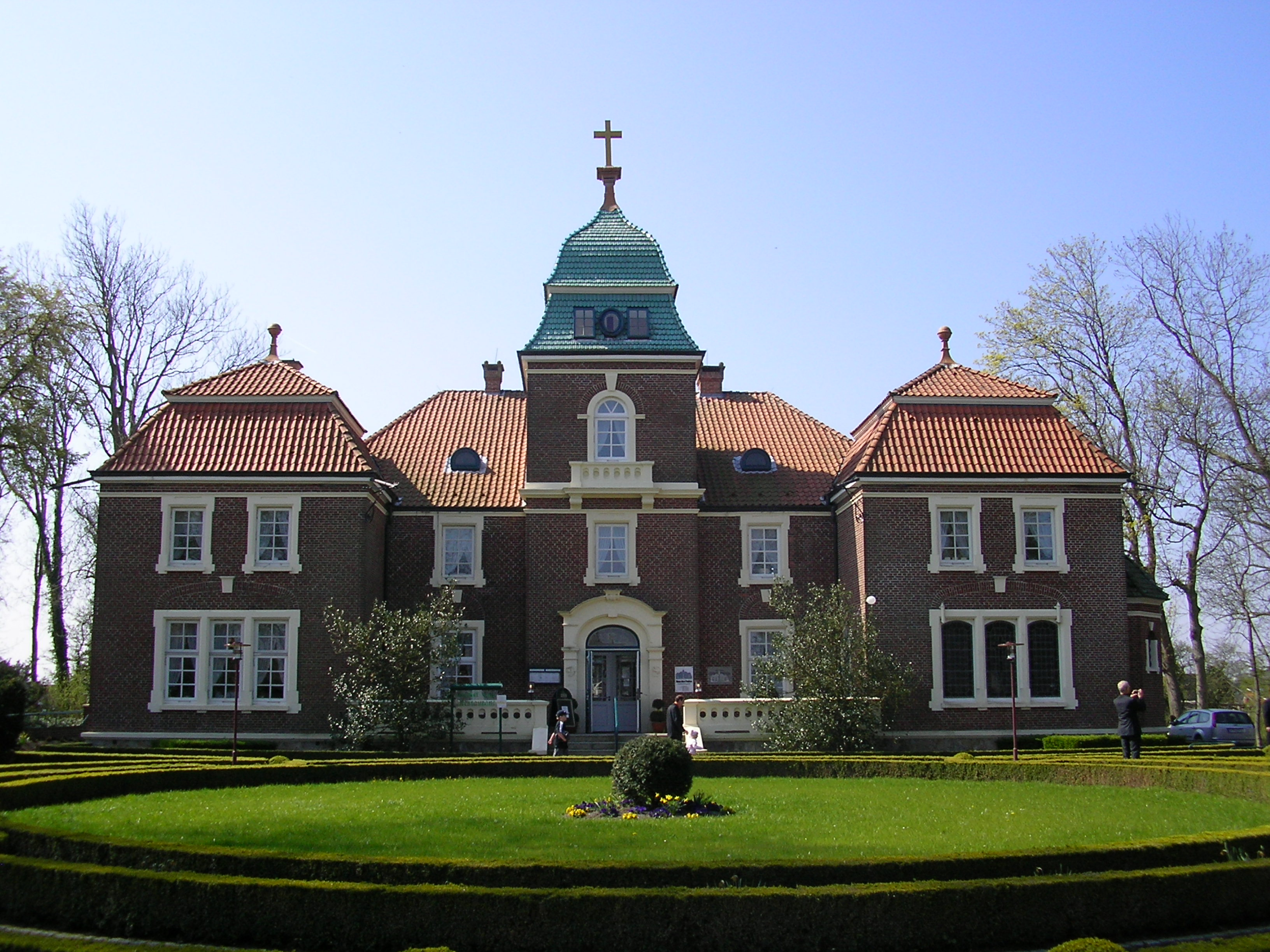
Der Sielhof

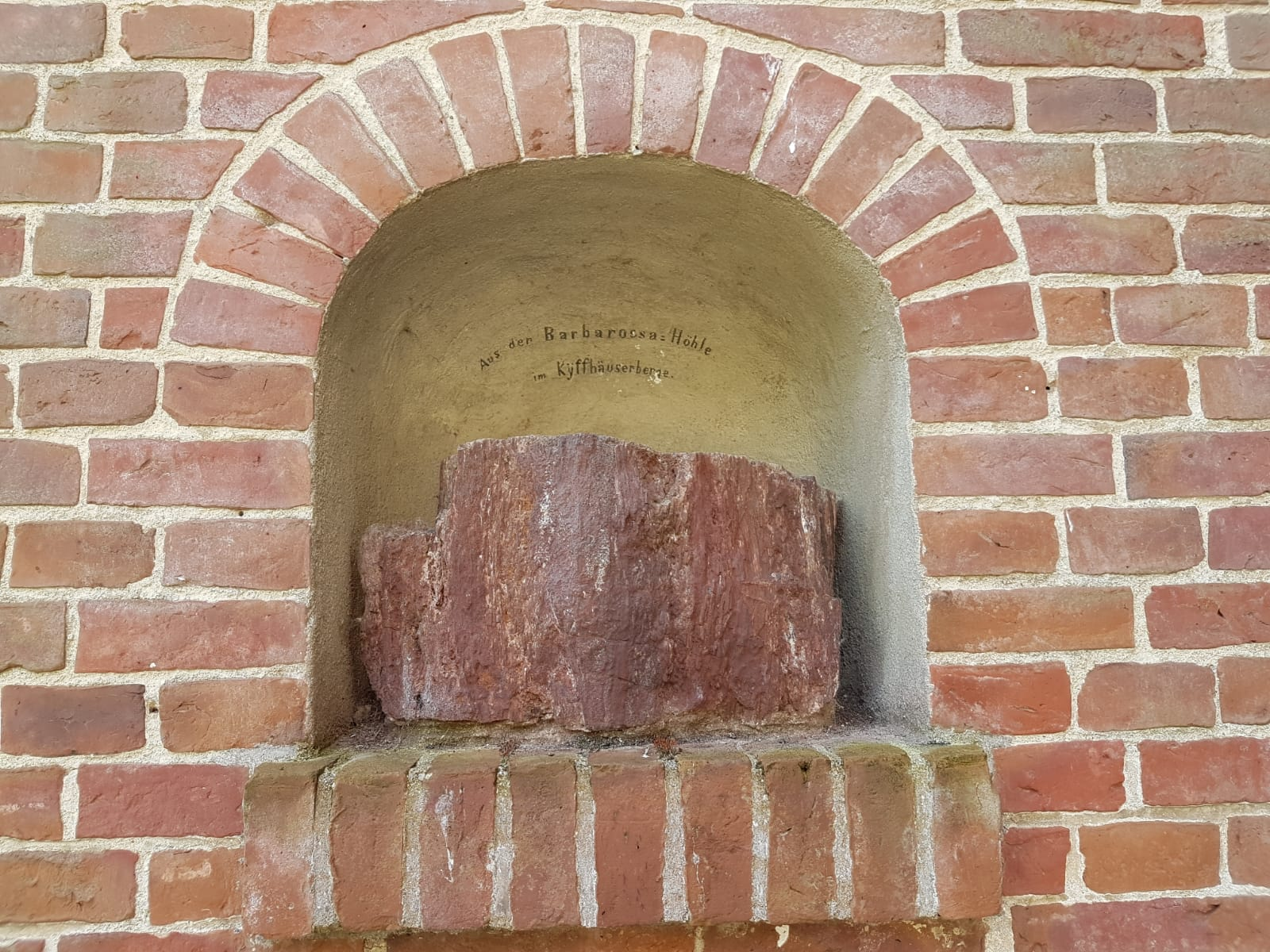
Denkmal für die Errichtung des Kyffhäuserdenkmals, in Form eines Reliquienschreins

Der Sielhof ist ein einstiger Herrensitz aus dem 18. Jahrhundert und wurde originalgetreu restauriert und zeitgemäß umgebaut. An der Stelle des heutigen Gebäudes befand sich ehemals ein Gebäude mit dem Namen Die Warfe, das dem Fürstenhaus gehörte. Wie eine Inschriftplatte am Ostgiebel verrät, wurde der Sielhof 1755 durch Siebelt Frerichs Eymen errichtet. Es handelte sich ursprünglich um einen zweigeschossigen Backsteinbau mit Walmdach, dessen Fassaden durch Pilaster gegliedert waren. 1825 ging das Anwesen in den Besitz der Familie Eucken über. Georg von Eucken-Addenhausen, der 1906 in den Adelsstand erhoben worden war, ließ den Sielhof zwischen 1899 und 1906 umfassend erneuern. In dieser Zeit entstanden der neobarocke Turm an der Eingangsseite und die beiden Seitenflügel, von denen der rechte eine Kapelle enthält. Im Inneren des Herrenhauses blieben Reste der barocken Ausstattung erhalten. So enthält das seit 1967 als Restaurant genutzte Erdgeschoss einen 1756 datierten Kamin mit Delfter Kacheln und eine reich beschnitzte Tür aus derselben Zeit. Im Obergeschoss wurde ein Saal mit bemalter Holzdecke erhalten. Noch heute ist der Sielhof teilweise von einer Gräfte umgeben. Diese wird von einer in den angrenzenden Park führenden Brücke überspannt, deren Geländer aus Walfischknochen gefertigt ist.
Um 1900 ließ Georg von Eucken in die Mauer des Sielhofes ein Denkmal für die Errichtung des Kyffhäuserdenkmals in der Form eines Reliquienschreins errichten. Eine Kennzeichnung über den eindeutigen nationalistischen und nationalsozialistischen Hintergrund ist vor Ort nicht vorhanden.
Seit 1989 befindet sich der Sielhof im Besitz des Kurvereins Neuharlingersiel. Das Bauwerk wird heute als „Haus des Gastes“ bezeichnet. Hier befindet sich heute ein Restaurant mit Café, eine Bücherei und eine maritime Kapelle, in der Trauungen stattfinden. Zudem werden Gottesdienste, Lesungen und Vorträge sowie Kreativ-Angebote veranstaltet. Besonders sehenswert ist die bis heute erhalten gebliebene Bibelfliesen-Wand. Mit ca. 820 Bibelfliesen ist sie die größte geschlossene Einheit von Bibelfliesen in Ostfriesland.
Das vor etwa 300 Jahren errichtete Backsteingebäude der Gaststätte Dattein dürfte das älteste noch erhaltene Wohnhaus in Neuharlingersiel sein. Es wurde im Jahr 2000 umfassend renoviert und zu einer Gaststätte umgebaut.

### Sport
Das BadeWerk Neuharlingersiel ist eine Wellnesseinrichtung mit Massagen, Ayurveda, Meereskosmetik oder Thalasso-Behandlungen, Sport und Fitnessangebot, einem Meerwasser-Hallenbad und einer Sauna-Landschaft.

### Regelmäßige Veranstaltungen
Im Fischereihafen finden regelmäßig Musik-Veranstaltungen statt, wie z. B. Hafenkonzerte. Jedes Jahr gibt es in Neuharlingersiel etwa 2000 Veranstaltungen, darunter:
- das traditionelle Schützenfest "Sieler Markt"
- die Kutterregatta
- das Lichterfest im Sielhof-Park
- Wattwanderungen
- Führungen durch den Sielhof oder das BadeWerk Neuharlingersiel
- Schöpfwerk-Besichtigungen
- Ortsführungen durch Neuharlingersiel
- Hafenevents und -konzerte
- Strand- und Camperfeten
- Kutterfahrten

### Neuharlingersiel als Filmdrehort
In Neuharlingersiel wurden in den vergangenen Jahren mehrere Fernsehfilme produziert. Dazu gehören der Kinderfilm Der Seehund von Sanderoog, die ZDF-Fernsehserie Doktor Martin sowie ein Teil des Films Bermuda-Dreieck Nordsee (mit Hannes Jaenicke und Bettina Zimmermann).
Der Kinderfilm Der Seehund von Sanderoog wurde im Jahr 2006 in Neuharlingersiel produziert und am 25. Dezember des Jahres im Ersten erstmals gesendet. Die beiden Staffeln von Doktor Martin wurden durch Phoenix Film in Neuharlingersiel gedreht. Der Ortsname wird in der Sendung auch beibehalten. Die erste Staffel wurde erstmals im Juli 2007 ausgestrahlt, die zweite Staffel im Juli 2009. Der Film Bermuda-Dreieck Nordsee wurde am 25. September 2011 erstmals im Fernsehen ausgestrahlt.
Des Weiteren drehte der ZDF-Fernsehgarten im Herbst 2019 seine Sendungen „Fernsehgarten on Tour“ am Hafen von Neuharlingersiel. In drei Folgen präsentierte der Fernsehgarten einen Mix aus Musik, Information, Spiel, Sport und Spaß. Die drei Titel lauten „Moin aus Neuharlingersiel“, „Drachenfest in Neuharlingersiel“ und „Ostfriesen-Abitur“.

## Wirtschaft und Infrastruktur

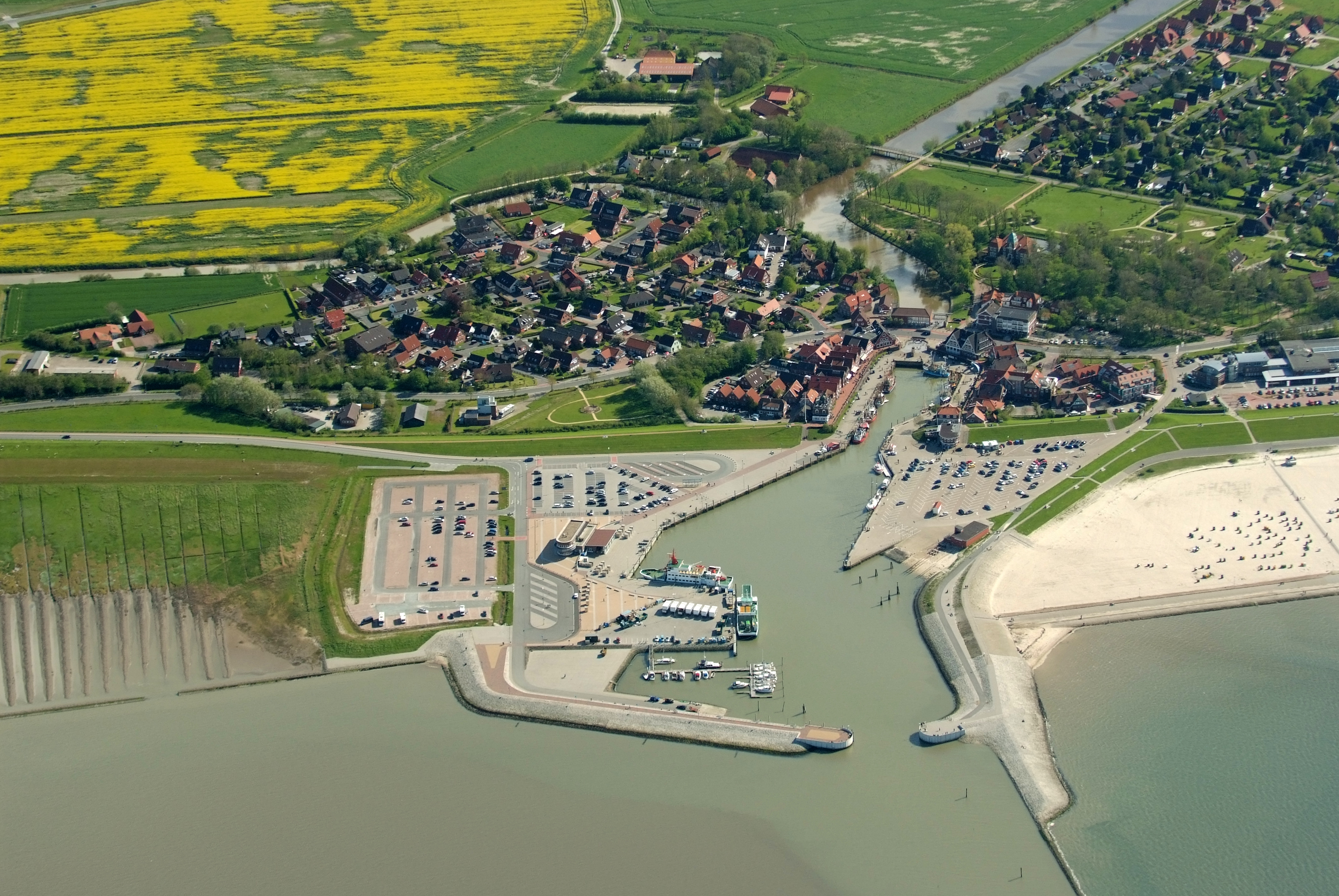
Hafen Neuharlingersiel aus der Luft

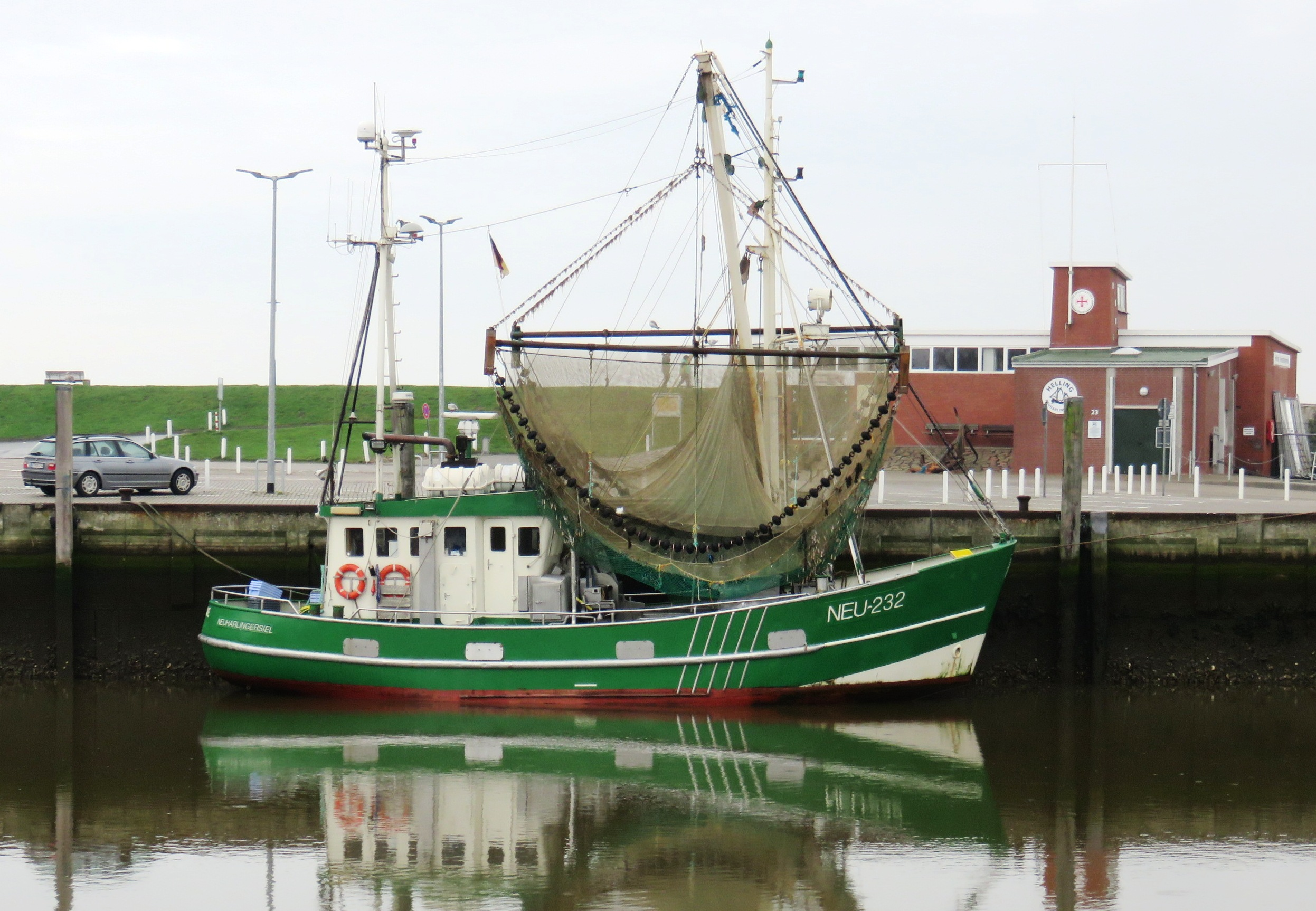
Hafen Westseite mit Rettungsschuppen der DGzRS

Wichtigster Wirtschaftszweig ist der Fremdenverkehr. In der zweiten Hälfte des 19. Jahrhunderts nahm der Tourismus in den Festlandhäfen zu, teilweise bedingt durch den verstärkten Badebetrieb auf den Inseln. Die erste urkundliche Erwähnung Neuharlingersiels als Badeort stammt aus dem Jahre 1861. Offizielle Werbeprospekte gibt es seit dem Jahre 1912. Der Bade- und Verkehrsverein Neuharlingersiel, heute der Kurverein Neuharlingersiel, wurde 1960 gegründet. In der Folgezeit fand der touristische Ausbau des Ortes statt.
Wichtige Stationen für den Tourismus waren der Bau des Kurhauses (des heutigen BadeWerks), die Anlage des Campingplatzes (1966) sowie des 20 Hektar großen Sandstrands (1966/67). mit Strandkörben und Strandpromenade. Pro Jahr werden etwa 100.000 Badeurlauber und Touristen mit rund 800.000 Übernachtungen gezählt. Der Campingplatz, der direkt hinter dem Deich liegt, bietet ganzjährig etwa 1100 Stellplätze für Wohnwagen und Reisemobile sowie rund 300 Zeltplätze.
Der Hafen beheimatet acht aktive Fischkutter.

### Verkehr
Nach Osten hin ist Carolinensiel und nach Westen Bensersiel über eine Landesstraße oder über Wanderwege am Deich zu erreichen. Im Juni 2010 wurde eine kommunale Entlastungsstraße fertiggestellt, um den Ort vom Durchgangsverkehr zu entlasten. Für die Verbindung zu der Ostfriesischen Insel Spiekeroog ist der Neuharlingersieler Hafen der Fährhafen. Seit 1792 besteht eine regelmäßige Schiffsverbindung zu der Insel, die heutzutage in der Regel am Tag zwischen einer und vier Fahrten umfasst.

### Rettungsstation der DGzRS
Auf der Westseite des Hafens befindet sich der Rettungsschuppen der Deutschen Gesellschaft zur Rettung Schiffbrüchiger (DGzRS) für ihre freiwilligen Helfer aus dem Ort und seiner Umgebung. Davor liegt für die Seenotrettung im Wattenmeer ein Seenotrettungsboot, die „Courage“.

### Militär

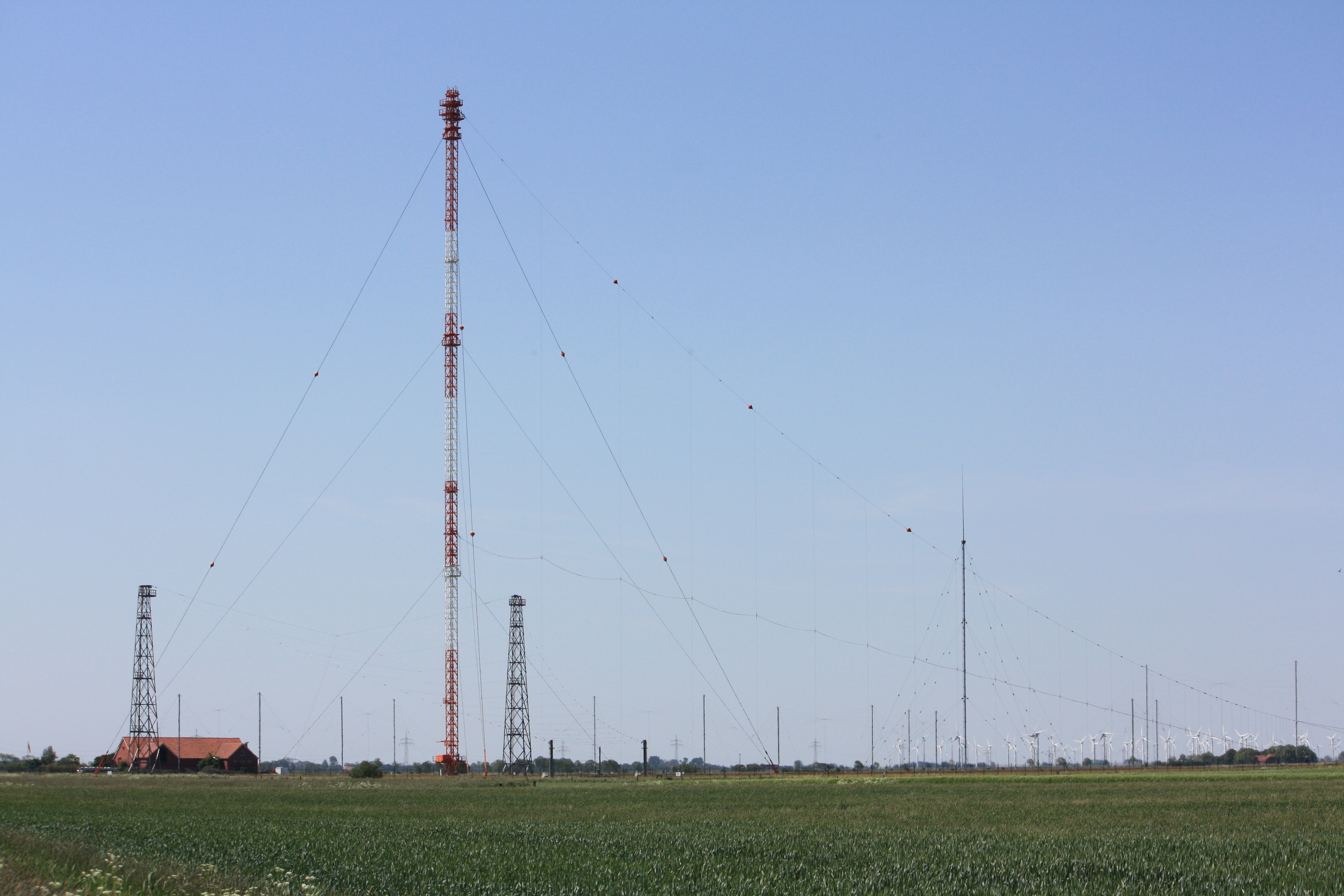
Marinefunksendestelle

In der Nähe von Neuharlingersiel befindet sich die Marinefunksendestelle Neuharlingersiel der Deutschen Marine.

### Ansässige Unternehmen
In Neuharlingersiel haben die NV-Versicherungen ihren Hauptsitz. Dort beschäftigen die NV-Versicherungen sowie die NV-Hagel-Versicherung insgesamt 70 Mitarbeiter und elf Auszubildende.

## Persönlichkeiten

### Ehrenbürger
- Johannes Eden (1925–2002), Bürgermeister der Gemeinde Neuharlingersiel (1961–1993)

### Söhne und Töchter der Gemeinde
- Franz August Mammen (1813–1888), deutscher Unternehmer und liberaler Politiker (DFP)
- Georg von Eucken-Addenhausen (1855–1942), deutscher Jurist und Politiker
- Wilhelm Schuchmann (1858–1943), deutscher Reeder

## Bildergalerie

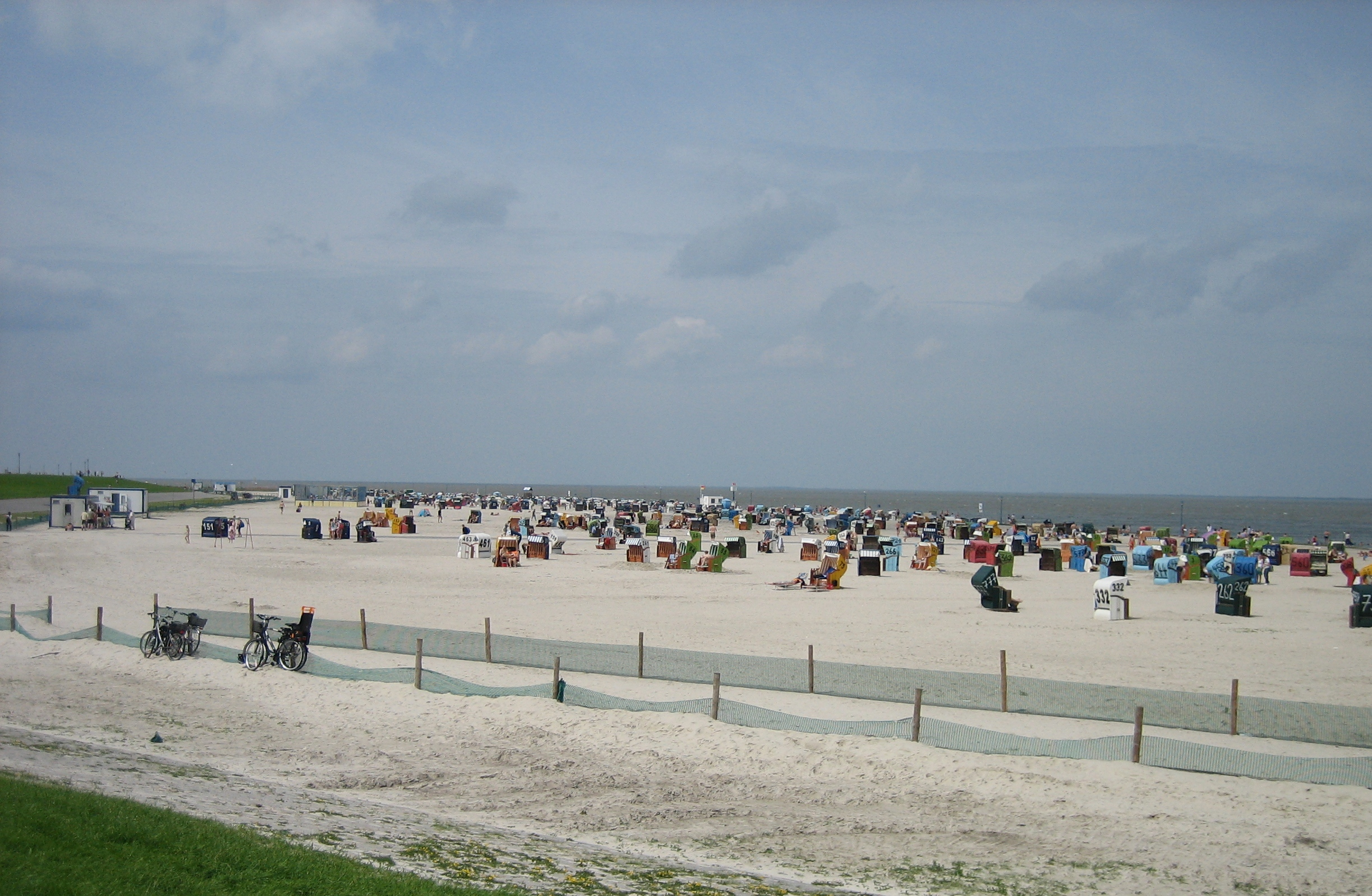
Künstlich angelegter Badestrand
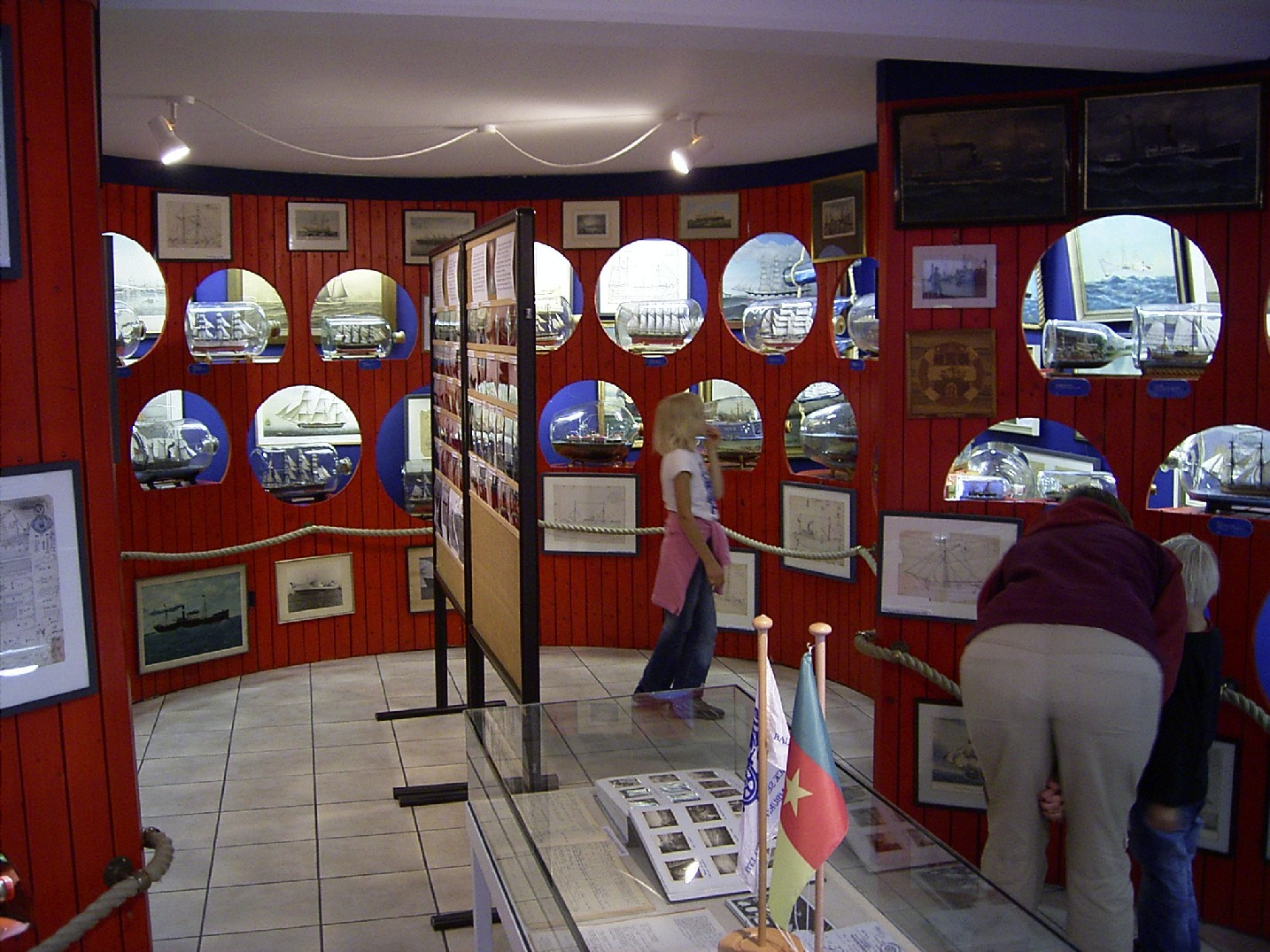
Buddelschiffmuseum
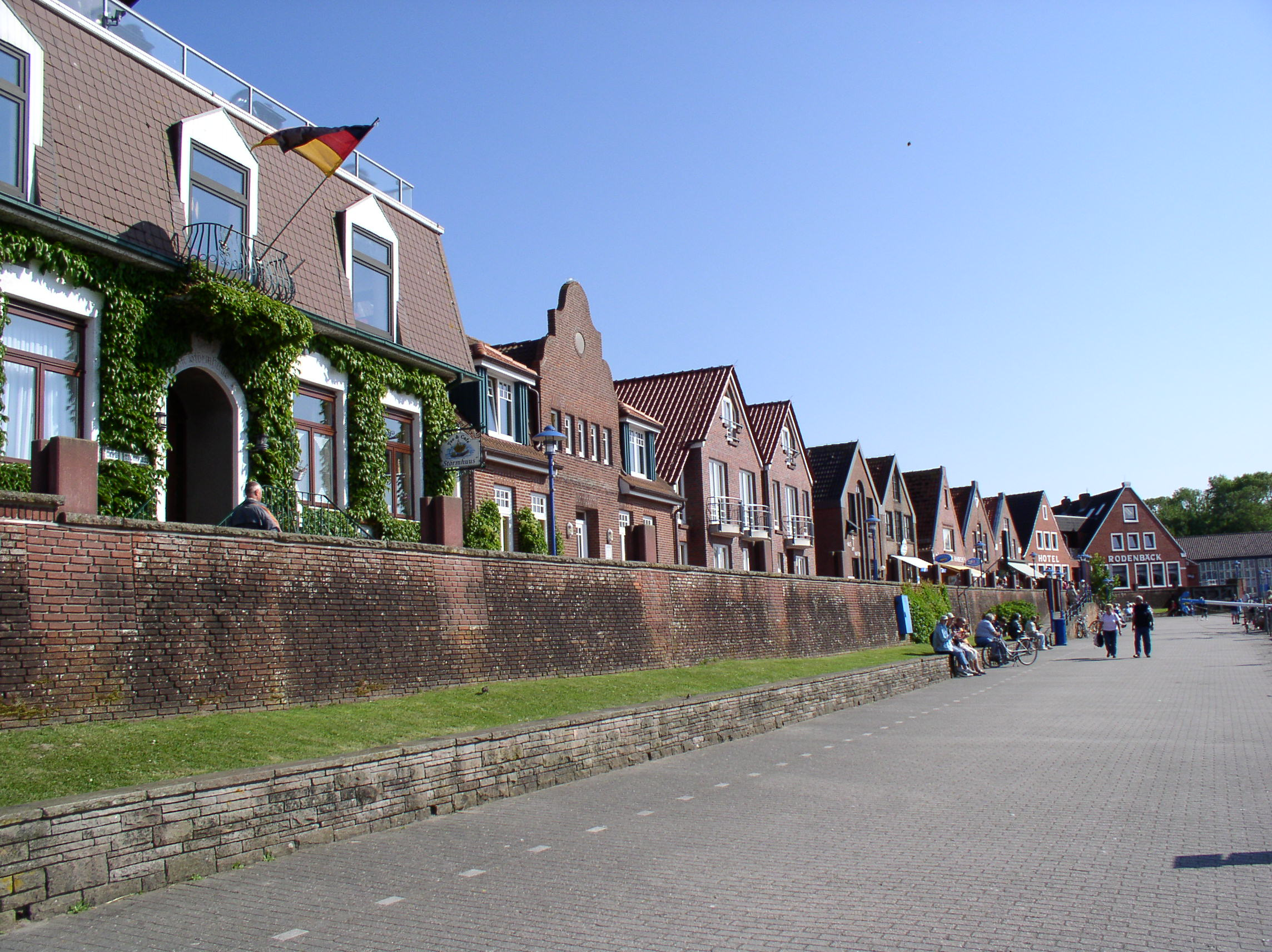
Hafenpromenade
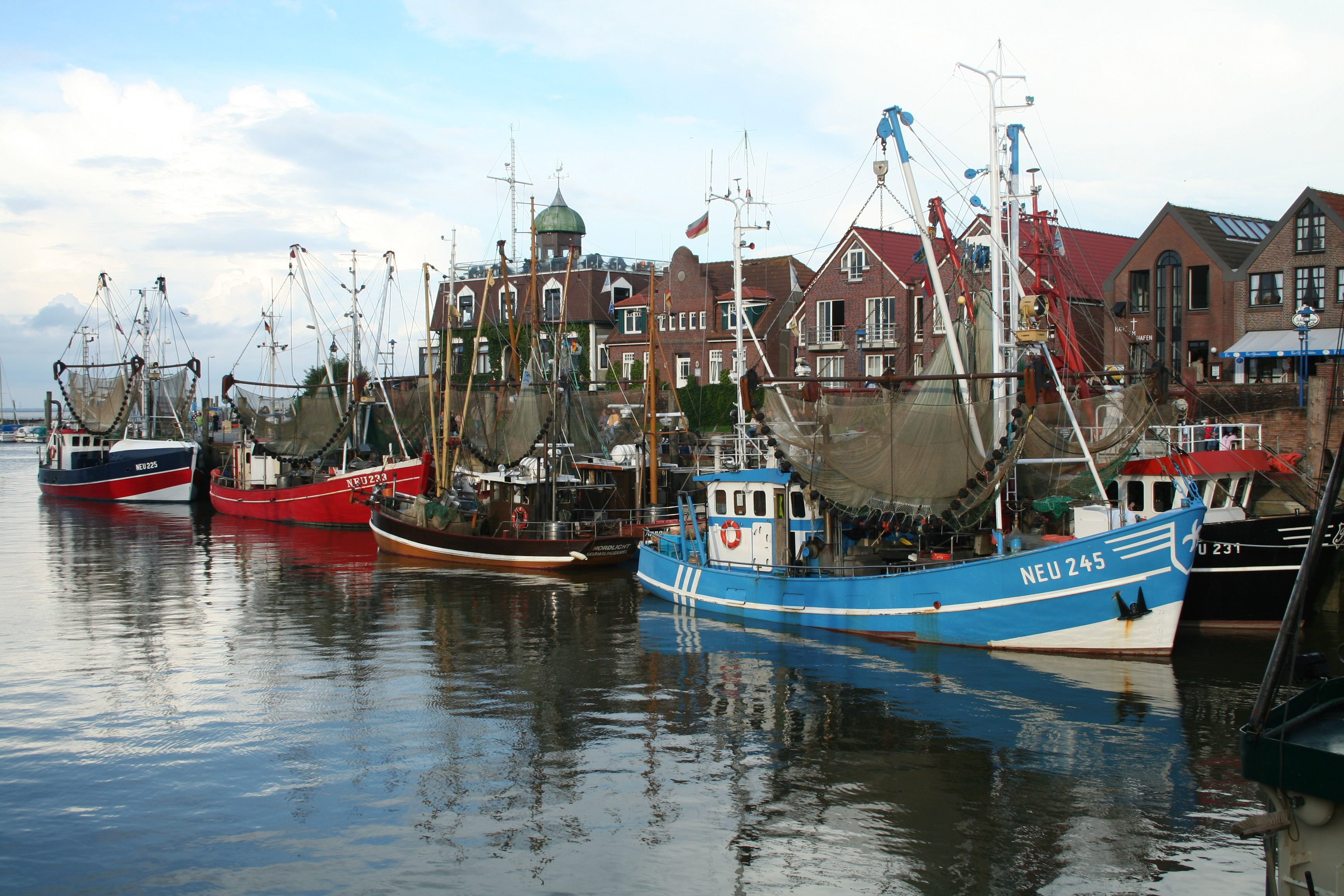
Krabbenkutter
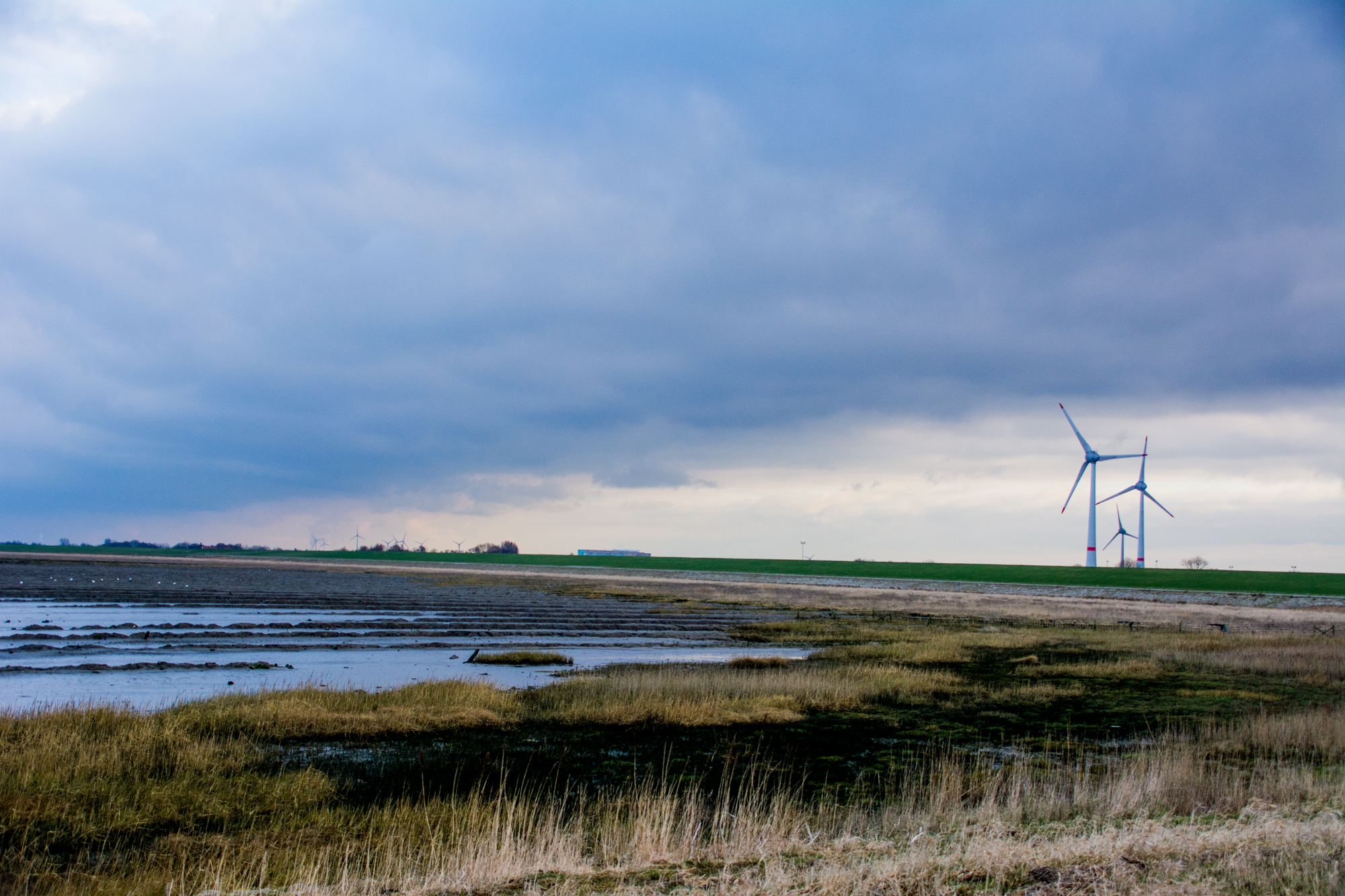
Deichvorland bei Neuharlingersiel
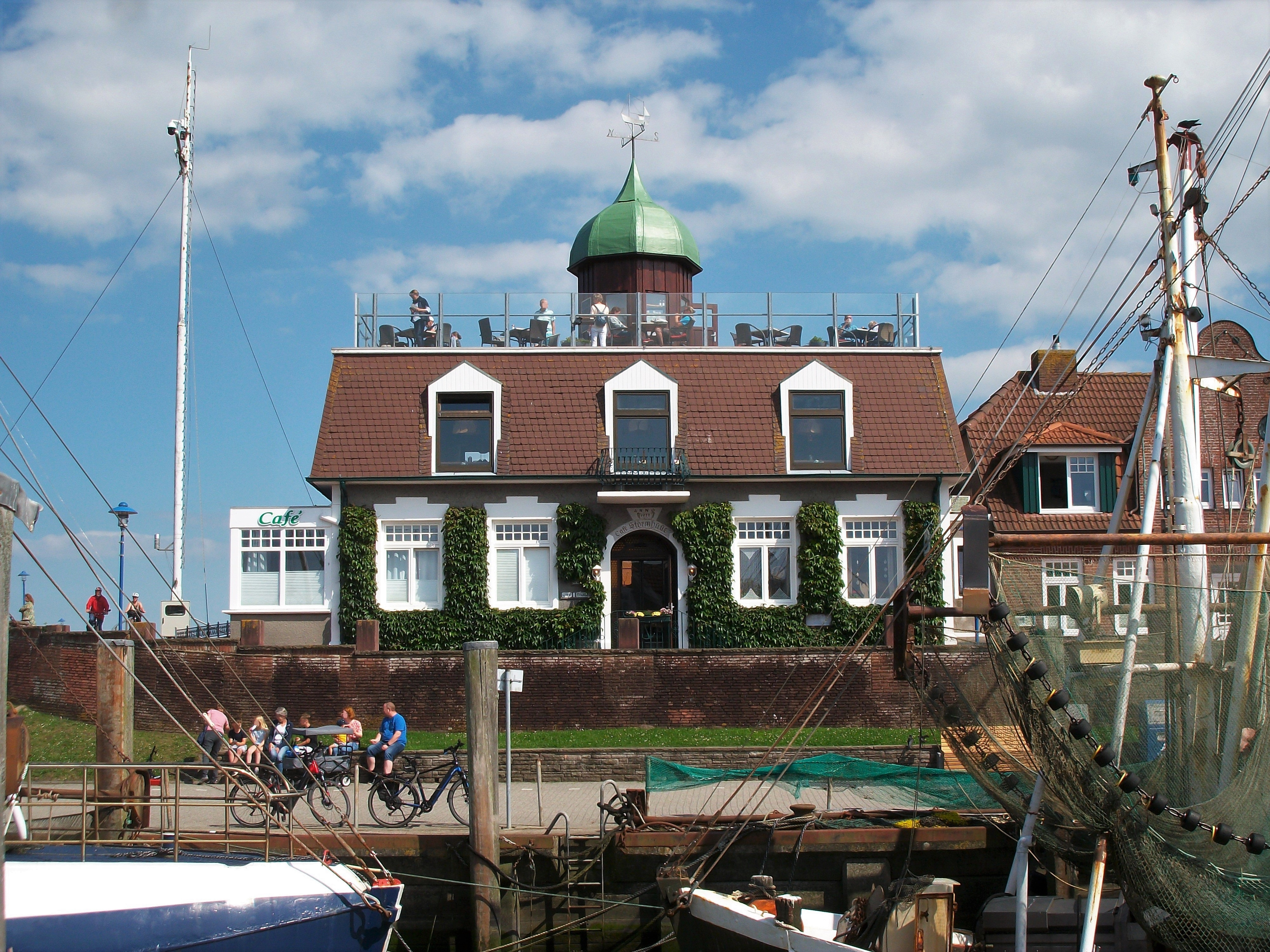
Café Störmhuus am Kutterhafen Neuharlingersiel